# Festival International de la Mode en Afrique
Das Festival International de la Mode en Afrique (auch: Festival International de la Mode Africaine, kurz: FIMA) ist ein Modefestival, das bislang an wechselnden Orten in Niger und Westsahara/Marokko stattfand. Es ist auf Mode aus Afrika und der afrikanischen Diaspora spezialisiert.
Das Festival wurde im Jahr 1998 vom nigrischen Modedesigner Alphadi gegründet. Die erste Veranstaltung fand in der Wüste Sahara statt. An der dreitägigen Veranstaltung nahmen 1500 geladene Gäste teil, darunter bekannte Modeschöpfer wie Jean-Paul Gaultier und Yves Saint Laurent. Kritik am von der UNESCO unterstützten Festival kam unter anderem von islamischen Organisationen.

## Festivalausgaben
| Jahr | Ort                           |
| ---- | ----------------------------- |
| 1998 | Tiguidit, Niger               |
| 2000 | Niamey-Gorou Banda, Niger     |
| 2002 | Niamey-Gorou Banda, Niger     |
| 2003 | Boubon, Niger                 |
| 2005 | Niamey-Gorou Kirey, Niger     |
| 2007 | Niamey (Stadtzentrum), Niger  |
| 2009 | Niamey-Gorou Kirey, Niger     |
| 2011 | Niamey (Stadtzentrum), Niger  |
| 2013 | Niamey-Gorou Banda, Niger     |
| 2016 | Agadez, Niger                 |
| 2018 | Ad-Dakhla, Westsahara/Marokko |